# FNSS Pars
Pour les articles homonymes, voir Pars.
Le Pars est un véhicule blindé amphibie turc qui existe en versions 4x4, 6x6 ou 8x8 roues. Il est produit par l'entreprise FNSS (en) en coopération avec l'entreprise américaine General Purpose Vehicles.
Le développement des véhicules PARS a débuté en 2002, sur la base d'une conception de la société américaine GPV (General Purpose Vehicles), et en coopération avec GPV. Les PARS 4×4 et PARS 6×6 sont proposés à l'armée turque. Le PARS 8×8 a été présenté pour la première fois en février 2005 lors du salon des équipements de défense IDEX qui s'est tenu à Abu Dhabi. GPV a proposé deux véhicules techniquement différents, le GPV Colonel 8×8 et le GPV General 10×10. Depuis la présentation des premiers véhicules PARS en 2005, le développement et les améliorations ont été effectués en permanence.  
Il a été démontré dans les déserts des Émirats arabes unis en 2008, couvrant 11 000 km d'essais en désert et sur route. Des essais supplémentaires ont été effectués dans les déserts des Émirats arabes unis en 2010. Le PARS 8x8, équipé d'une tourelle de 25 mm, a également été testé avec succès par un autre pays du Moyen-Orient à l'été 2010. 
Le 29 mars 2022, FNSS et Deftech ont proposé le PARS III 6×6 pour le service militaire malaisien. 

## Opérateurs
- Oman : comme mortier automoteur pour le RUAG Cobra sur chassis FNSS Pars[1].
- Malaisie : 257 véhicules en configuration 8x8.
- Libye : 67 véhicules en configuration 6x6 et 8x8.
- Turquie : 12 véhicules en configuration 6x6 et 136 véhicules en configuration 4x4 en service.